# 蒂米里亞澤韋 (阿爾切夫斯克區)
48°17′58″N 38°44′47″E / 48.29944°N 38.74639°E
蒂米里亞澤韋（烏克蘭語：Тімірязєве）是位於烏克蘭東部的村莊，由盧甘斯克州阿爾切夫斯克區的阿爾切夫斯克市鎮負責管轄。該村始建於1952年，面積0.16平方公里，海拔高度289米，2001年人口11，人口密度每平方公里67.1人。